# SONIC A-GO-GO!!
SONIC A-GO-GO!!（ソニック・ア・ゴー・ゴー）はCROSS FMで放送されたラジオ番組。放送期間は1996年4月-1999年3月。ナビゲーターは中島ヒロト。北九州第1スタジオから生放送された。

## 概要
- それまで毎週金曜日の夕方、中島ヒロトが担当していた「HIROTO'S FRIDAY RADIO JACK」がリニューアルする形でスタートしたが、1997年からは時間帯が移動、金曜日午後のワイドプログラムとなった。
- 番組のサブタイトルは「WEEKEND PARTY」。またタイムテーブルでは「HIROTO'S SONIC A-GO-GO!!」と表記されていた。
- 1999年4月からは再度リニューアル、「RADIO SONIC」として新たにスタートすることになった。

## 放送時間
- 1996年4月-1997年3月:金曜16:00-20:00
- 1997年4月-1998年3月:金曜11:00-17:00
- 1998年4月-1999年3月:金曜10:00-17:00

## ナビゲーター
- 中島ヒロト

CROSS FMではナビゲーターの他、番組のプロデュース、制作をも手掛けた。また同時期、毎週金曜日の22:00-22:30に放送された「JRA SOUNDTRACKS」でもナビゲーターを担当していた。

## 主なコーナー
- LUCKY STRIKE SOUND CHECKER（1996年4月-1997年3月 16:10-16:40）

Tom Dufleitが担当する全編英語・ワンマンDJによる洋楽専門番組で、ジングルにはスポンサーであるLUCKY STRIKEのサウンドロゴが使われた。
途中、トピックスを紹介するコーナーでは、その日本語訳を中島ヒロトが紹介した。
このコーナーは月曜日-金曜日を通じて放送され、月曜日-木曜日は「CARAMEL PAIRATES」内で放送された。
- KEIRIN WONDERLAND (1996年4月-1997年3月 17:45-18:05)

スポンサーは小倉競輪場・門司競輪場。オールディーズのリクエストを特集。
このコーナーは月曜日-金曜日を通じて放送され、月曜日-木曜日は「CARAMEL PAIRATES」内で放送された。
1997年4月からは、後番組の「BRAVO CALLIN'」に引き継がれた。
- KYUSYU COUNTDOWN GROOVE （1996年4月-1997年3月 18:10-19:05）

福岡県内で支持を受けているダンス・ミュージック上位10曲を紹介。
1997年4月からは、後番組の「BRAVO CALLIN'」に引き継がれた。
- おはようモーニング（1998年4月-1999年3月 10:20-10:35）

リスナーから「今怒っていること」でメッセージを募り紹介。コーナーの後半にはリスナーに直接電話にて「今怒っていること」を話してもらった。
- COLORFUL TALK （1997年4月-1998年3月 13:30頃 1998年4月-1999年3月 10:45-10:55）

スポンサーであるザ・モール小倉の情報や、同店舗に備え付けられたリクエストボックスへ集められたリクエスト曲を紹介した。
このコーナーは月曜日-金曜日を通じて放送され、月曜日-木曜日は「DAYLIGHT DRIVIN'」内で放送された。
1999年4月からは、後番組の「CHELSEA-CHAIN」に引き継がれた。
- CROSS CAR REPORT （1997年4月-1998年3月 12:30-12:40、14:50-15:00、1998年4月-1999年3月 10:35-10:45、12:30-12:40、14:50-15:00）

同局のラジオカーであるクロスカーに乗ったリポーターが街中へ出かけて、様々なイベントなどを紹介した。
- IZUTUYA SHOW CASE （1997年4月-1999年3月 11:10-11:30）

スポンサーである井筒屋の情報を紹介した。週によっては、井筒屋の販売店員が直接出演して商品の紹介を行った。
このコーナーは月曜日-金曜日を通じて放送され、月曜日-木曜日は「DAYLIGHT DRIVIN'」内で放送された。
また提供クレジットは、月曜日-木曜日は立山律子が英語で紹介していたが、金曜日のこの番組では中島ヒロトが日本語で紹介していた。
1997年4月からは、後番組の「CHELSEA-CHAIN」に引き継がれた。
- ソニック・シングルTOP10（1997年4月-1999年3月 11:30-11:40）

福岡県内の主なCDショップのシングルチャート上位10曲を紹介。
1999年4月からは、土曜日朝の番組「MOZI MOZI SATURDAY」に引き継がれた。
- パックンポップ  （1997年4月-1999年3月 12:10-12:30）

「食」に関する情報を紹介しつつ、ノンストップで音楽を放送。おそらくナビゲーターはこの時間に昼食をとっていたらしく、情報のナレーションは前もって録音されていたものが流されていたらしい。
- フライデー・リクエスト・パーティー  （1997年4月-1999年3月 12:30-15:30）

電話とFAXでリスナーからリクエストを募集し、そのリクエスト曲を紹介していく。
- WEDDING CALL（1998年4月-1999年3月 12:50-13:00）

ウェディングソングと、スポンサーである「鞘ヶ谷ハーブガーデン 光と風の教会」（北九州市戸畑区）で挙式をあげるカップルを紹介した。
1999年4月からは、後番組の「CHELSEA-CHAIN」に引き継がれた。
- ソニック・クイズ・サーカス （1997年4月-1999年3月 13時台、14時台、15時台を通じて計4回）

リスナーに電話でクイズに参加してもらう。クイズは主に3択で、どう考えても答えはそれしかないだろうと思われそうな問題ばかり出題された。回答者のリクエスト曲にも応えた。
- SNAP SHOT （1998年4月-1999年3月 13:30-13:40）

スポンサーはタイ国政府観光庁と福岡市内のホテル・リッツファイブ。
タイ国の観光スポットや、観光に関する情報を紹介するコーナーだが、この番組ではタイ国周辺でヒットしている曲を紹介した後、タイ国政府観光庁からのお知らせを紹介して、中島ヒロトが「WELCOME TO THAILAND!」と言ってコーナーを締めていた。
このコーナーは1998年3月までは「SMOOVE TOUCH」内で放送されていたが、番組終了によりこの時間に変更となった。
またこのコーナーは月曜日-金曜日を通じて放送され、月曜日-木曜日は「SHAKE HIP GROOVIN'」内で放送された。
なお、1999年4月からは後番組「RADIO SONIC」に引き継がれた。
- LOVERS FOREVER （1997年4月-1999年3月 14:20-14:30）

遠距離恋愛をしているリスナーからのメッセージを紹介、リクエスト曲にも応えた。
スポンサーはJR九州。
月曜日-木曜日のこの時間は「SHAKE HIP GROOVIN'」内でJR九州提供の「JR WAVE FILE 1」が放送された。
月曜日-金曜日を通して、コーナーの始めに「CROSS FM WE LOVE RAILWAY JR KYUSYU」のジングルが流された。
- LIVE! LIVE! （1997年4月-1999年3月 15:20-15:30）

放送される日から1週間以内に行われるライヴ情報を紹介。
スポンサーはJR九州。但し提供クレジットの紹介はなく、コーナーの始めに「CROSS FM WE LOVE RAILWAY JR KYUSYU」のジングルが流されるだけだった。
月曜日-木曜日のこの時間は「SHAKE HIP GROOVIN'」内でJR九州提供の「JR WAVE FILE 2」が放送された。
- SONIC HOT EXTRA （1998年4月-1999年3月 15:45-16:30）

主にリスナーからのメッセージを紹介したが、ゲストコーナーとして扱われることもあった。
スポンサーは1998年12月まで西日本新聞社とTNCテレビ西日本であったが、1999年1月から3月は西日本新聞社単独となった。とは言え、放送局が放送局のスポンサードを行うことはあまりなく、異例なことであった。
このコーナーは1998年3月までは「SMOOVE TOUCH」内で放送されていたが、番組終了によりこの時間に変更となった。
また、このコーナーは月曜日-金曜日を通じて放送され、月曜日-木曜日は「SHAKE HIP GROOVIN'」内で「SHAKE AND CATCH」として放送された。
- UP TOWN MAP （1997年4月-1999年3月 16:45-16:55）

福岡県内のお店情報を紹介。
スポンサーはJR九州と日本テレコム（現・ソフトバンクテレコム）。但し、提供クレジットの紹介はなく、コーナーの始めに「CROSS FM WE LOVE RAILWAY JR KYUSYU」のジングルが流されるだけだった。
月曜日-木曜日のこの時間は「SHAKE HIP GROOVIN'」内でJR九州提供の「JR WAVE FILE 3」が放送された。

## エピソードなど
- 1998年4月-1999年3月の期間、CROSS FM金曜日の番組は7:00-24:00を通じてナビゲーターが男性ばかりであったため、中島ヒロトが他の4人（TOGGY、永松ケンシ、YUYA、MASAKI）を含めて「FRIDAY MEN'S FIVE」と呼んでいた。リスナーにもウケがよかったのか、このメンバーで当時の深夜番組「MIDNIGHT WALK」で特別番組を担当した。
- 同時期、この番組の前の番組「DIGITAL MORNING DRIVE」のエンディングで中島ヒロトが登場しTOGGYとクロストークをした後、この番組のオープニングでも再びTOGGYとのクロストークが展開されるという、他のどの番組にも見られないクロストークがあった。ちなみにこの番組のエンディングでも後の番組「BRAVO CALLIN'」の永松ケンシが登場しクロストークをするが、「BRAVO CALLIN'」のオープニングに中島ヒロトは登場しなかった。
- 番組内では山崎まさよしが音楽（ギター）、中島ヒロトがヴォーカルというユニット「まさやんズ」が結成されるなど、いろいろなアーティストたちと中島の交流が広い一面も見られた。
- 1998年12月の同局のキャンペーンウィークではこの番組のステッカーも作られ、スタジオに来たリスナーにプレゼントされた。但し番組内で発表されたキーワードがもらえる条件になっていた。またこのキャンペーンの一環として12月11日の「MIDNIGHT WALK」で、ディレクターの田中ゆきと2人でこの番組の裏番組「裏ソニック」を放送した。